# Phytomyza tussilaginis
Phytomyza tussilaginis este o specie de muște din genul Phytomyza, familia Agromyzidae, descrisă de Friedrich Georg Hendel în anul 1925.
Este endemică în Austria. Conform Catalogue of Life specia Phytomyza tussilaginis nu are subspecii cunoscute.